# Schizura significata
Schizura significata är en fjärilsart som beskrevs av Walker 1865. Schizura significata ingår i släktet Schizura och familjen tandspinnare. Inga underarter finns listade.